# Christine Hug
Pour les articles homonymes, voir Hug.
Christine Hug, née en 1981 et morte en 10 juillet 2023 est une officière militaire avec le grade de lieutenante colonelle suisse. En septembre 2019, elle devient la première officière ouvertement transgenre de l'armée suisse. Hug commande le bataillon Panzer 12, composé de près d'un millier de soldats. Elle meurt des suite d'un accident à l'âge de 42 ans. 

## Biographie

### Enfance et éducation
Son père est directeur de musée. Elle fait des études de droit puis d'histoire, obtenant un master en histoire militaire de l’Université de Zurich. Elle passionne pour l'histoire des chars militaires.  Elle est recrutée par l'armée à la sortie de ses études pour un poste d'officière de carrière.

### Carrière
Hug s'engage dans l'armée suisse à l'âge de vingt ans, atteignant le grade de lieutenant-colonel dans l'état-major général (en),. Elle commande le bataillon Panzer 12, composé de soixante-dix chars et de près d'un millier de soldats.
En mars 2019, après avoir informé le chef de l'armée, le lieutenant-général Philippe Rebord, et la conseillère fédérale et cheffe du Département fédéral de la défense, Viola Amherd, Hug fait son coming out transgenre, devenant ainsi la première officière transgenre de l'armée suisse,. Elle informe ensuite tous les membres de l'armée avec lesquels elle travaille, en envoyant un courriel à sept cents militaires. À l'époque où Hug fait son coming out, l'armée suisse considère les personnes trans comme médicalement inaptes et ne les recrute pas. Hug plaide pour que les femmes et les personnes transgenres servent dans l'armée suisse, mais ne souhaite pas devenir une icône trans.

### Vie privée
Hug est mariée et a une fille.
Hug est une femme transgenre et fait son coming out publiquement en mars 2020. Hug commence un traitement hormonal substitutif deux ans auparavant, en 2017. En 2018, elle subit une chirurgie de réassignation sexuelle. Elle choisit le prénom de Christine après avoir parlé  avec ses parents, qui l'auraient nommée avec ce prénom si elle avait été assignée au sexe féminin à la naissance.

### Mort
Le 10 juillet 2023, Hug meurt dans un accident alors que fait ses préparatifs pour partir en vacances en Hongrie avec sa femme, sa fille et leurs chevaux. En chargeant les chevaux dans une remorque, Hug tombe en arrière et se cogne la tête. Elle est transportée à l'hôpital par hélicoptère, où elle meurt des suites de ses blessures.
Dominik Knill, président de la Société suisse des officiers, publie après sa mort un hommage qualifiant Hug de « personne aimable et de camarade loyale, mais aussi de grande et authentique représentante d'une promotion pragmatique des femmes dans l'armée ».